# Gara Valea lui Mihai
Gara Valea lui Mihai este o gară care deservește orașul Valea lui Mihai, județul Bihor, România.